# Bombeiros Municipais de Leiria
A Companhia de Bombeiros Sapadores de Leiria é um corpo especializado de cariz profissional de protecção e socorro dirigido pelo  Município de Leiria. 
Este corpo de bombeiros é responsável pela segurança de pessoas e bens no concelho através de acções de socorro e prevenção e apoio às acções de Protecção Civil.
A sua área de actuação é o concelho de Leiria.

## Localização
Quartel do Corpo de Bombeiros:
Rua de Tomar - Freguesia de Leiria 

## Historial
Em 30 de Novembro de 1874 Luís Augusto do Souto, em reunião da Câmara sugeriu pela primeira vez, a organização de uma corporação de Bombeiros há qual se daria o nome de Associação de Bombeiros Voluntários de Leiria e que fosse entregue a essa associação a Bomba de Incêndios que a Câmara estava prestes a adquirir. 
No ano seguinte foi comprada uma Bomba de Incêndios construída pela Companhia Perseverança, com a força de 16 almudes de água por minuto e o custo de 280.000 réis.
Em reunião de 6 de Abril de 1876 deliberou-se que deveria vir a esta cidade um indivíduo habilitado para ensinar a sociedade de Bombeiros Voluntários a trabalhar com a Bomba de Incêndios. 
A tabela dos sinais de incêndio por zonas da cidade, foi aprovada em 21 de Janeiro de 1891, do seguinte modo: 
- Praça e imediações, 5 badaladas;
- Bairro de Santo Estêvão, 6 badaladas;
- Portela, 7 badaladas;
- Bairro de Santo Agostinho, 8 badaladas;
- Bairro dos Anjos, 9 badaladas;
- Arrabalde, 10 badaladas;
- Para suspender socorros, 3 Badaladas.

A 22 de Fevereiro de 1893 Cristiano Schumann, pasteleiro de profissão com conhecimentos de actividade de Bombeiro ofereceu-se para tomar conta do material de Bombeiros existente, obrigando-se gratuitamente não só à direcção e responsabilidade do corpo de Bombeiros, como a instruir naquela área todo o pessoal que se tornasse necessário, ficando a vereação de estudar a oferta. 
Em 14 de Março de 1850  em Leiria ocorreu um incêndio, no qual se utilizaram cântaros que a Câmara pagou e cuja despesa importou em 3.450 réis segundo acta da sessão camarária do dia seguinte. 
Reconhecendo a falta de meios disponíveis para o combate a incêndios a administração municipal determinou que se construíssem a seu cargo o seguinte material:
- 6 Escadas, sendo 2 de 45 palmos, 2 de 35 e outras 2 de 25 palmos;
- 6 Machados e que se elevasse também para 6 o número de picaretas pertencentes à Câmara;
- E finalmente que houvesse mais um depósito por conta da Câmara;
- 50 Cântaros de barro com a boca mais larga que o comum e a asa mais segura.
- 4 Cordas de linho, 2 com pelo menos 11 braças cada uma e as outras 2 com pelo menos 6.

Devendo em todas as peças constar uma marca própria da Câmara, com as letras iniciais C.M. (Câmara Municipal).
A 1 de Janeiro de 1940 a Câmara Municipal de Leiria deliberou a constituição de um Corpo de bombeiros municipais para Leiria, nomeando como seu comandante Domingos Fernandes Pedro.

## Organização
Com total de 60 Efectivos o Corpo de bombeiros Sapador de Leiria é o único corpo de bombeiros totalmente profissional do Distrito de Leiria.
O Corpo de Bombeiros e Coordenado pela Divisão de Protecção civil e Bombeiros da Câmara Municipal de Leiria e depende directamente do seu Presidente de Câmara.

Quartel Bombeiros Sapadores Leiria

Organiza-se do seguinte modo:
- Órgãos de Comando:
- Órgãos de Estado Maior;
- Órgãos de Execução:

Os órgãos de Execução incluem:
- 5 Secções ou Piquetes;

## Meios e recursos
Veículos de Emergência Médica:
- 3 ABSC (Ambulância de Socorro - destas, uma é pertença do INEM).

Veículos de Comando:
- 1 VCOT (Veículo de Comando Táctico);

Veículos de Incêndio:
- 2 X VLCI (Veículo Ligeiro de Combate a Incêndios);
- 1 X VUCI 06 (Veículo Urbano de Combate a Incêndios);
- 2 X VFCI (Veículo Florestal de Combate a Incêndios);
- 1 X VECI (Veículo Especial de Combate a Incêndios).

Veículos de Salvamento:
- 1 X VSAT (Veículo de Socorro e Assistência Táctico);
- 2 X VE-30 (Veiculo Escada 30 Metros).

Veículos de Apoio:
- 1 X VTTU (Veiculo Tanque Táctico Urbano);
- 1 X VTTR (Veículo Tanque Táctico Rural);
- 2 X VOPE (Veículo para Operações Específicas);
- 1 X VETA (Veículo com Equipamento Técnico de Apoio).

## Recrutamento
O recrutamento para os quadros do Corpo de Bombeiros Sapadores de Leira é feito através de concurso público editado em Diário da República, sendo que os requisitos para admissão são definidos por legislação especifica  que estipula o acesso á carreira de bombeiro profissional em Portugal.